# Carl Seilacher
Carl Seilacher (* 4. März 1882 in Gaildorf; † 23. Oktober 1958 in Urbach (Remstal), Rems-Murr-Kreis) war ein deutscher evangelischer Pfarrer, Schriftsteller und Archivar.

## Leben und Werk
Carl Seilacher besuchte von 1896 bis 1900 die Evangelischen Seminare Schöntal und Urach. Anschließend studierte er von 1900 bis 1904 Evangelische Theologie an der Universität Tübingen, wo er Mitglied der Verbindung Normannia Tübingen wurde. Als Vikar war er danach als Gefängnisseelsorger in Rottenburg tätig.
1906 bis 1909 arbeitete Carl Seilacher als Archivar am Schiller-Nationalmuseum Marbach.
1910 trat Carl Seilacher in den Dienst der Evangelischen Landeskirche in Württemberg ein und übernahm die Gemeinde in Neubronn bei Aalen, wo er bis 1921 als Pfarrer und Seelsorger wirkte. In Neubronn entstanden Carl Seilachers erste Schriften und Bücher.
Von 1921 bis 1935 war Carl Seilacher Stadtpfarrer in der Gemeinde Herrenalb mit Bernbach. Neben den vielseitigen beruflichen Aufgaben befasste er sich in dieser Zeit auch mit der Geschichte des einstigen Klosters Herrenalb. Anhand der verfügbaren Quellen schrieb und veröffentlichte der als Archivar erfahrene Pfarrer mehrere Bücher und Historische Erzählungen über dieses Kloster und seine Menschen.
1935 beendete Carl Seilacher die Arbeiten als Seelsorger in Herrenalb, um in der Gemeinde Münchingen bei Leonberg bis zu seiner Pensionierung im Jahr 1947 als Pfarrer tätig zu sein. Auch hier arbeitete er neben den seelsorgerlichen Aufgaben an seinen Schriften und Büchern.
In seiner gärtnerischen Praxis hat der Botaniker Carl Seilacher in den Mußestunden erfolgreiche Versuche zur Akklimatisierung südländischer Pflanzen (z. B. Melonen, Soja) in Württemberg durchgeführt.
Den Ruhestand verbrachte Carl Seilacher in Oberurbach bei Schorndorf, wo er weitere Erzählungen, Lebensbilder usw. schrieb und veröffentlichte.

## Veröffentlichte Bücher (Auswahl)
- „Schillers Heimatzeit“ – Eine Urkundensammlung (1909)
- „Kriegsandachten“ (1916)
- „Im Lichte der Ewigkeit“ – Kriegsandachten, neue Folge (1918)
- „Unser Friede“ – Andachten auf alle Tage des Jahres (1924)
- „Herrenalb, ein verschwundenes Zisterzienserkloster“ (1927)
- „Ein sonderbarer Abt“ – Erzählte Reformationshistorie (1928)
- „Gandula“ – Geschichtliche Novelle (1930)
- „Zelle Nr. 13“ – 8 Kurzgeschichten (1931)
- „Markgraf und Märtyrer“ – Erzählte Historie (1935)
- „Herrenalb“ – Geschichte des Klosters in Einzelbildern (1952)
- „Ein Pfarrersleben“ (1957)

## Ehrung
- Charlottenkreuz ca. 1918[4]